# Болганмола
Болганмола — нефтяное месторождение в Центрально-Каспийском нефтегазоносном районе. Находится в Западно-Казахстанской области, в 240 км к юго-западу от города Уральска. По административному делению месторождение находится на территории Жангалинского района.

## О месторождении
Выявлено в 1964 году. Нефтевмещающая структура приурочена к присводовой части северо-восточного крыла купола Болганмола и представляет собой полусводовое поднятие, экранированное по восстанию и латерали примыканием к соляному ядру. Залежь пластовая, литологически ограниченная. Продуктивные отложения вскрыты на глубине 1828 м.
Водонефтяной контакт залежи предполагается на отметке — 2000 м. Коллекторами являются песчаники и алевролиты нижнего триаса, пористость которых в среднем составляет 20 %. Эффективная нефтенасыщенная толщина равна 3 метрам. Дебит нефти с примесью воды составил 7 м³/сут при динамическом уровне 1140 м.
Нефть плотностью 839 кг/м³, малосернистая (0,13 %), высокопарафинистая (15,4 %), смолистая (17 %).
Подошвенные воды представлены высокоминерализованными рассолами хлоркальциевого типа с плотностью 1170 кг/м³ и минерализацией 290 г/л.
Режим залежи водонапорный.
Месторождение находится в разведке.